# Pożary buszu w Seaham
Pożary buszu w Seaham – klęska żywiołowa, która miała miejsce 14 stycznia 1939 w okolicach Seaham (Nowa Południowa Walia). W wyniku rozprzestrzeniania się pożaru buszu zniszczeniu uległy domy, kościół, szkoła publiczna i winnice.